# Phumosia nigroviolacea
Phumosia nigroviolacea är en tvåvingeart som först beskrevs av Villeneuve 1916.  Phumosia nigroviolacea ingår i släktet Phumosia och familjen spyflugor. Inga underarter finns listade i Catalogue of Life.